# Oligoflexus
Genre
Les Oligoflexus  forment un genre de bactéries gram-négatives aérobies de l'ordre Oligoflexales de la classe Oligoflexia dans le phylum des Pseudomonadota.

## Description
Le genre Oligoflexus est décrit en 2014 en même temps que la classe Oligoflexia, l'ordre Oligoflexales, la famille Oligoflexaceae et l'espèce type Oligoflexus tunisiensis. La souche Shr3, devenue souche type de l'espèce O. tunisiensis est isolée en Tunisie dans du sable prélevé à Matmata dans la partie occidentale du désert saharien. Les dimensions de ces bactéries sont d'environ 0,4 µM à 0,8 µM de large et plus de 10 µM de long.
Ce genre Oligoflexus contient des bactéries aérobies à gram-négatif. Elles sont filamenteuses et fusiformes. Elles peuvent être spiralées comme les spirillum.
Isolées sur milieu de culture R2A, ces bactéries y forment des colonies circulaires à irrégulières de couleur jaune pâle.

## Taxonomie
Le nom correct complet (avec auteur) de ce taxon est Oligoflexus Nakai et al. 2014. Il est le genre type de la famille Oligoflexaceae Nakai et al. 2014.

### Étymologie
L'étymologie du genre Oligoflexus est la suivante : O.li.go.fle’xus. Gr. masc. adj. oligos, petit, peu; L. masc. perf. part. flexus, courbé; N.L. masc. n. Oligoflexus, flexible utilisant peu de substrat,. Le nom de ce genre a ensuite été publié dans la liste des notifications de l'IJSEM.

### Liste des espèces
Selon LPSN (11 juin 2023), ce genre comprend le genre suivant :
- Oligoflexus tunisiensis Nakai et al. 2014

### Phylogénie
Lors de sa description, la famille Oligoflexaceae ne comprend que le genre Oligoflexus. Sur la base du séquençage de l'ARNr 16S, ce genre forme un clade distinct des autres genres du phylum Pseudomonadota. Le groupe phylogénique le plus proche est formé autour de l'espèce candidate Spirobacillus cienkowskii.

## Publication originale
- (en) R Nakai, M Nishijima, N Tazato, Y Handa, F Karray, S Sayadi, H Isoda et T Naganuma, « Oligoflexus tunisiensis gen. nov., sp. nov., a Gram-negative, aerobic, filamentous bacterium of a novel proteobacterial lineage, and description of Oligoflexaceae fam. nov., Oligoflexales ord. nov. and Oligoflexia classis nov. », Int J Syst Evol Microbiol, vol. 64, no 10,‎ 1er octobre 2014, p. 3353-3359 (DOI 10.1099/ijs.0.060798-0)